# Societat Espanyola de Vexil·lologia
La Societat Espanyola de Vexil·lologia, en castellà i oficialment Sociedad Española de Vexilología (SEV), és una institució sense ànim de lucre creada amb la finalitat de fomentar l'estudi i desenvolupament de la vexil·lologia, o estudi de les banderes, a Espanya.
Es va fundar el 31 d'octubre de 1977, i va ser admesa en la Federació Internacional d'Associacions Vexil·lològiques (FIAV) com a membre de ple dret en 1979. La SEV assessora gratuïtament a diputacions provincials, ajuntaments, entitats locals menors, juntes veïnals i altres institucions que requereixen la seva ajuda. Aquesta societat serveix de pont en les relacions entre Espanya i altres organismes internacionals dedicats a la vexil·lologia. Entre les seves activitats principals figura la celebració d'un Congrés Nacional de periodicitat anual.
El 1979 publica el primer número de la seva revista Banderas, amb articles sobre qualsevol mena de banderes. Des de llavors, ve publicant-lo de manera regular trimestralment. Des de 1993 també publica la Gazeta de Banderas, uns fulls informatius amb notícies breus i d'actualitat.